# São Pedro (Evoramonte)
Evoramonte (São Pedro) é uma freguesia extinta do concelho de Estremoz, distrito de Évora. As suas origens remontam provavelmente ao período da baixa idade média, fruto do desenvolvimento populacional da zona extramuros da vila de Evoramonte, então sede de concelho, sendo por esta razão conhecida nesse período por freguesia de São Pedro de Fora (das muralhas). A antiga igreja paroquial apresenta o aspecto das obras do período quinhentista. Após a extinção do município de Evoramonte, a freguesia de São Pedro, juntamente com a Matriz de Santa Maria, passou para o concelho de Estremoz. Na década de 1910, para simplificar a administração da localidade (perdida que estava a sua autonomia municipal), as duas freguesias de Santa Maria (Matriz) e São Pedro foram unidas, passando a constituir a freguesia a que se deu a nomenclatura oficial de Evoramonte (Santa Maria). Faziam parte da freguesia de São Pedro as Herdades da Murteira, da Castelhana, da Casa do Meio e do Franjoso, os Montes da Parreira, da Alagoínha, da Faia, dos Carriços, das Cabanas, da Chaminé, de Cima, das Correias, os Sítios das Oliveiras, das Correias e da Vinha do Mato, o Lagar das Belas e uma parte do Rocio da Corredoura, entre outros locais.